# Élections cantonales jurassiennes de 2020
 (décembre 2021).
Si vous disposez d'ouvrages ou d'articles de référence ou si vous connaissez des sites web de qualité traitant du thème abordé ici, merci de compléter l'article en donnant les références utiles à sa vérifiabilité et en les liant à la section « Notes et références ».
Les élections cantonales jurassiennes de 2020 ont lieu le 18 octobre 2020 afin de renouveler pour cinq ans les membres du parlement et du gouvernement du canton suisse du Jura.

## Mode de scrutin

### Parlement cantonal
Le parlement cantonal est élu au scrutin proportionnel plurinominal par districts. Chaque district reçoit au minimum trois mandats. Le nombre de voix dont dispose chaque électeur est égal au nombre de conseillers à élire dans son district.

### Gouvernement du Jura
Le Gouvernement, composé de cinq membres, est élu selon le système plurinominal majoritaire à deux tours, les électeurs disposant d'un nombre de voix égale au nombre de personnes à élire. Pour être élu au premier tour un candidat doit obtenir une majorité absolue de voix. La majorité absolue consistant pour un candidat en la moitié du nombre des votants. Si moins de 5 candidats obtiennent la majorité absolue des voix, un second est organisé où les candidats obtenant le plus de voix sont élus en fonction du nombre de sièges encore à remplir.

## Résultats

### Parlement
|                           |                                   |                          |      |       |     |        |               |  |  |
| Parti                     | Parti                             | Sigle                    | Voix | %     | +/- | Sièges | +/-           |  |  |
|                           | Parti démocrate-chrétien          | PDC                      |      | 24,41 | 2,4 | 15     | 2             |  |  |
|                           | Parti socialiste                  | PS                       |      | 20,20 | 0,2 | 13     | 1             |  |  |
|                           | Parti libéral-radical             | PLR                      |      | 13,50 | 1,9 | 8      | 1             |  |  |
|                           | Les Verts                         | PES                      |      | 11,48 | 3,8 | 7      | 3             |  |  |
|                           | Union démocratique du centre      | UDC                      |      | 10,94 | 1,9 | 7      | 1             |  |  |
|                           | Parti chrétien-social indépendant | PCSI                     |      | 10,30 | 1,8 | 6      | 2             |  |  |
|                           | Vert'libéraux                     | PVL                      |      | 4,50  | Nv. | 2      | 2             |  |  |
|                           | Parti ouvrier populaire           | POP                      |      | 3,65  | 0,4 | 2      | en stagnation |  |  |
|                           | Divers                            | Ind                      |      | 0,45  | 1,4 | 0      | en stagnation |  |  |
| Total des voix            | Total des voix                    | Total des voix           |      | 100   |     |        |               |  |  |
|                           |                                   |                          |      |       |     |        |               |  |  |
| Votes valides             |                                   |                          |      |       |     |        |               |  |  |
| Votes blancs et invalides |                                   |                          |      |       |     |        |               |  |  |
| Total                     | Total                             | Total                    |      | 100   | –   | 60     | en stagnation |  |  |
| Abstention                |                                   |                          |      |       |     |        |               |  |  |
| Inscrits / participation  | Inscrits / participation          | Inscrits / participation |      | 43,85 |     |        |               |  |  |

### Gouvernement
| Candidats                | Candidats                    | Partis                   | Premier tour | Premier tour | Premier tour | Second tour | Second tour | Second tour |
| Candidats                | Candidats                    | Partis                   | Voix         | %            | Élu          | Voix        | %           | Élu         |
| ------------------------ | ---------------------------- | ------------------------ | ------------ | ------------ | ------------ | ----------- | ----------- | ----------- |
|                          | Martial Courtet              | PDC                      | 11 516       | 43,60        | Non          | 12 805      | 48,96       | Oui         |
|                          | Nathalie Barthoulot          | PS                       | 11 401       | 43,17        | Non          | 11 851      | 45,31       | Oui         |
|                          | Rosalie Beuret Siess         | PS                       | 11 135       | 42,16        | Non          | 11 647      | 44,53       | Oui         |
|                          | Jacques Gerber               | PLR                      | 11 008       | 41,68        | Non          | 12 815      | 48,99       | Oui         |
|                          | Stéphane Babey               | PDC                      | 7 721        | 29,23        | Non          | 9 584       | 36,64       | Non         |
|                          | David Eray                   | PCSI                     | 6 087        | 26,45        | Non          | 10 413      | 39,81       | Oui         |
|                          | Céline Robert-Charrue Linder | PES                      | 3 662        | 13,86        | Non          | 6 076       | 23,23       | Non         |
|                          | Vincent Schmitt              | PES                      | 3 152        | 11,93        | Non          |             |             |             |
|                          | Didier Spies                 | UDC                      | 2 898        | 10,97        | Non          |             |             |             |
|                          | Brigitte Favre               | UDC                      | 2 711        | 10,26        | Non          |             |             |             |
|                          | Emilie Moreau                | PVL                      | 2 705        | 10,24        | Non          |             |             |             |
|                          | Francisco Pires              | POP                      | 2 232        | 8,45         | Non          |             |             |             |
|                          | Alain Beuret                 | PVL                      | 1 977        | 7,49         | Non          |             |             |             |
|                          |                              |                          |              |              |              |             |             |             |
| Votes valides            | Votes valides                | Votes valides            | 26 412       |              |              | 26 156      |             |             |
| Votes blancs             |                              |                          |              |              |              |             |             |             |
| Votes nuls               |                              |                          |              |              |              |             |             |             |
| Total                    |                              |                          |              |              |              |             |             |             |
| Abstention               |                              |                          |              |              |              |             |             |             |
| Inscrits / participation | Inscrits / participation     | Inscrits / participation | 58 695       | 47,49        |              | 58 726      | 45,66       |             |

## Élection complémentaire lors de la législature 2020-2025

### Élection complémentaire de 2024
En septembre 2024 Jacques Gerber du PLR annonce sa démission du gouvernement étant nommé par le Conseil fédéral délégué pour l'Ukraine. Une élection complémentaire est organisée pour désigner son successeur. Le PLR, en perte de vitesse dans le canton, décide de ne pas présenter de candidat préférant se concentrer sur les élections cantonales de 2025. L'UDC, le POP, les Vert'libéraux et le PCSI annoncent aussi qu'ils ne participent pas à l'élection complémentaire préférant se concentrer en vue du renouvellement complet des autorités l'année suivante.
Trois candidats se présentent finalement : La député verte Pauline Godat, soutenue par le PS dans l'optique d'obtenir une majorité de gauche au gouvernement, le centriste Stéphane Theurillat, soutenu par le PLR, et Pascal Prince candidat du mouvement HelvEthica né pendant la pandémie de Covid-19 pour s'opposer aux mesures sanitaires,.
Stéphane Theurillat est élu au premier tour avec 50,4 % des voix le 24 novembre.
| Candidats              | Candidats              | Partis                 | Premier tour | Premier tour |
| Candidats              | Candidats              | Partis                 | Voix         | %            |
| ---------------------- | ---------------------- | ---------------------- | ------------ | ------------ |
|                        | Stéphane Theurillat    | Centre                 | 10 211       | 50,42        |
|                        | Pauline Godat          | PES                    | 7 718        | 38,11        |
|                        | Pascal Prince          | HelvEthica             | 2 321        | 11,46        |
|                        |                        |                        |              |              |
| Votes valides          | Votes valides          | Votes valides          | 20 250       | 94,77        |
| Votes blancs           | Votes blancs           | Votes blancs           | 930          | 4,35         |
| Votes nuls             | Votes nuls             | Votes nuls             | 187          | 0,88         |
| Total                  | Total                  | Total                  | 21 367       | 100          |
| Abstention             | Abstention             | Abstention             | 39 053       | 64,64        |
| Inscrits/Participation | Inscrits/Participation | Inscrits/Participation | 60 420       | 35,36        |